# Corynomalus femoralis
Corynomalus femoralis es una especie de coleóptero de la familia Endomychidae.

## Distribución geográfica
Habita en Colombia y Panamá.